# Salso
Salso (sicilsky Salsu) je nejdelší řeka Sicílie, měřící 144 km. Pramení u městečka Petralia Soprana v pohoří Madonie na severu ostrova a teče jižním směrem, nedaleko Licaty se vlévá do Středozemního moře. V letních měsících řeka místy úplně vysychá, v zimě se často rozvodňuje (22. listopadu 1915 došlo ke stržení mostu, které si vyžádalo 115 lidských životů). V deltě řeky se nacházejí rozsáhlé porosty kamyšníku přímořského a rákosu obecného, hnízdí zde volavka popelavá, čáp černý, koliha velká, pisila čáponohá a husice liščí.
Ve starověku byla řeka známá pod názvem Himera, roku 311 př. n. l. zde proběhla bitva na Himeře, v níž Kartaginci porazili Agathokla Syrakuského. Salso bývá proto zmiňováno také jako Imera Meridionale (Jižní Himera) pro rozlišení od řeky Imera Settentrionale, zvané rovněž Fiume Grande. Název Salso (slaná) dostala řeka podle toho, že voda na jejím dolním toku má vysoký obsah minerálních solí.